# Archeologia prawna
Archeologia prawna – nauka pomocnicza historii państwa i prawa. Zajmuje się wyszukiwaniem i badaniem:
- obiektów materialnych, które posiadały w przeszłości prawnie ustalony charakter usługowy w stosunku do funkcji stanowienia i realizowania norm prawnych;

- atrybutów, znaków i symboli prawnych;

- form rytuału prawnego o charakterze symbolicznym[1].

Powyższa definicja stawia w odniesieniu do obiektów materialnych wymóg, by ich charakter usługowy był określony prawem. Nie ma natomiast znaczenia, czy nadanie obiektowi charakteru usługowego nastąpiło na podstawie norm prawa stanowionego, czy też prawa zwyczajowego. Należy także zaznaczyć, że obiekty, o których mowa, mogły pełnić swoją usługową funkcję stale lub tylko incydentalnie.

## Historia archeologii prawnej
W XIX wieku powstał termin „archeologia”. Wywodzi się on z greckich słów ἀρχαῖος (archaīos – dawny, stary) i -λογία (-logiā – mowa, nauka). Do „archeologii” dodawano przymiotniki, takie jak: wojskowa, gospodarcza, kultowa, chrześcijańska, a także prawna. Określenie „archeologia prawna” pochodzi od twórcy dyscypliny, niemieckiego uczonego Karla von Amira. Po raz pierwszy użył on go w postaci „die Rechtsarchäologie” w roku 1889. K. von Amira zebrał bogate materiały, które zostały opracowane i wydane przez Klaudiusza von Schwerina w roku 1943 pod tytułem
Rechtsarchäologie.
Zastosowana przez K. von Amira i K. von Schwerina nazwa przyjęła się najpierw w krajach języka niemieckiego, a następnie w tłumaczeniu także w innych krajach europejskich.
W Polsce, początkowo używano sformułowania „archeologia prawnicza”, a obecnie „archeologia prawna”. Pierwsza z nazw nie została przyjęta, ponieważ niesłusznie kładła akcent na związek z prawnikami, zamiast z instytucjami prawnymi.

## Przedmiot badań archeologii prawnej
Przedmiotem badań archeologii prawnej są obiekty, które w przeszłości pełniły określone prawem funkcje w życiu prawnym społeczeństwa. Obiekty te nazywa się zabytkami archeologicznoprawnymi lub zabytkami. Ich cechą charakterystyczną jest służebna funkcja w stosunku do czynności stanowienia i realizowania norm prawnych (cechy wewnętrzne) oraz ich widzialność, postrzegalność (cechy zewnętrzne).
Zabytki archeologicznoprawne nie stanowią zbioru obiektów jednorodnych, lecz wykazują duże zróżnicowanie. Ze względu na ilość funkcji prawnych pełnionych w przeszłości przez dany zabytek, można wyróżnić obiekty pełniące tylko jedną funkcję (co jest regułą) oraz takie, które pełniły więcej funkcji. Ze względu na stosunek zabytków archeologicznoprawnych do symboliki wyróżnia się trzy ich grupy. Pierwszą stanowią obiekty będące symbolami, np. pastorały, pierścienie, paliusze. Do drugiej grupy należą zabytki  nie będące symbolami, np. różnego rodzaju budowle prawne, wzorcowe miary i wagi, narzędzia kar i tortur. Trzecią grupę stanowią obiekty o charakterze mieszanym, to jest takie,  które nie będąc same symbolami, niosą na sobie symbole, jak na przykład miecze katowskie z wygrawerowanymi znakami. W zależności od tego, czy zabytek zawiera dane informujące wprost o jego pierwotnej funkcji, czy też takich danych nie posiada, wyróżnia się zabytki mówiące i zabytki nieme. Mając na uwadze cechy zewnętrzne, a więc fizyczne zabytków archeologicznoprawnych dokonuje się ich podziału na zabytki materialne i niematerialne. Pierwsze z nich, zarówno ruchome, jak i nieruchome, stanowią właściwy i bezsprzeczny przedmiot badań archeologii prawnej. Zabytki niematerialne, wzbudzają natomiast kontrowersje. Określa się je mianem „przejawów” symboliki prawnej. Twórcy dyscypliny dzielą je na:
- czynności użytkowe, tj. związane z posługiwaniem się jakimś przedmiotem[4];
- czynności o charakterze formalnym, tj. posiadające znaczenie prawne bez konieczności posłużenia się jakimś przedmiotem.

## Zakres rzeczowy i czasowy badań
Archeolog prawny zajmuje się badaniem obiektów odpowiadających definicji, a występujących w praktyce wszystkich systemów prawnych (prawo rzymskie, litewskie, ruskie, różne odmiany prawa niemieckiego i wiele innych, a także współczesnych).
Archeologia prawna znajduje przedmioty badań dopiero od momentu powstania państwa, pozostawiając badanie zwyczajów „prawnych”, przedpaństwowych, etnografii prawnej. W przypadku archeologii prawnej Polski, za początkową cezurę badań przyjmuje się rok 966, gdyż wraz z przyjęciem chrztu przez państwo Mieszka I, powstało szereg instytucji państwowych. Moment końcowy badań związany jest z kolei z likwidacją poprzedniego porządku ustrojowo-prawnego, co z reguły łączy się z uchwaleniem nowej konstytucji. W przypadku polskiej archeologii prawnej badania prowadzi się do roku 1997. Granica ta ulegnie w przyszłości przesunięciu, w momencie gdy wejdzie w życie nowa konstytucja.

## Systematyka źródeł (zabytków)
Różnorodność zabytków archeologicznoprawnych powoduje konieczność ujęcia ich w ramy systematyki.
Podstawowym kryterium jest funkcja pełniona przez zabytki w dawnym życiu prawnym społeczeństwa. Kryterium dodatkowe  stanowi z kolei postać zewnętrzna, forma zabytku. Stosując powyższe kryteria dzieli się ogół zabytków archeologicznoprawnych na dwie klasy: A – obiekty o charakterze wyłącznie usługowym w stosunku do funkcji stanowienia i realizowania norm prawnych, oraz B – obiekty i symboliczne formy rytuału prawnego o charakterze mieszanym – usługowym, a zarazem uzmysławiającym pojęcia, instytucje, stosunki i czynności prawne lub też czynnością tym towarzyszące. Każda klasa dzieli się na działy. W klasie A wyróżnia się następujące działy: I. Miejsca, budynki (lub ich części), urządzenia stałe nie będące budynkami; II. Narzędzia i sprzęty. Klasa B rozpada się na działy: I. Stroje stanowe i mundury służbowe; II. Insygnia i odznaki urzędowe; III. Znaki i symbole prawne. Dalsza specyfikacja następuje w ramach poddziałów, grup, podgrup, tytułów.

## Archeologia prawna w Polsce
Za prekursora polskiej archeologii prawnej można uznać Jana Długosza, który opracował w roku 1448 inwentarz sztandarów krzyżackich, zdobytych w czasie bitwy pod Grunwaldem, pt. Banderia Prutenorum. W XIX wieku Joachim Lelewel badał nagrobki królów polskich, a w szczególności nagrobek Bolesława Chrobrego i nagrobek Bolesława Śmiałego. Aleksander Narcyz Przezdziecki poddał analizie włócznię św. Maurycego ze skarbca wawelskiego. W pierwszej połowie XX wieku ukazały się gruntowne opracowania losów insygniów królewskich i skarbca koronnego autorstwa F. Kopery, O. Balcera, M. Morelowskiego i K. Estreichera. W 1909 roku Stanisław Kutrzeba opublikował materiały źródłowe dotyczące rytuału koronacji pt. Ordo coronandi regis Poloniae. Naukowe uprawianie archeologii prawnej w Polsce zainicjował historyk prawa Uniwersytetu im. Adama Mickiewicza w Poznaniu Witold Maisel. Jego praca „Archeologia prawna. Zarys problematyki”, stanowi próbę przeszczepienia  na polski grunt dorobku nauki zachodnioeuropejskiej. Obecnie badania nad archeologią prawną prowadzi prawnik i profesor prawa Andrzej Gulczyński. Kształci on także studentów prawa Uniwersytetu im. Adama Mickiewicza w Poznaniu z zakresu archeologii prawnej.

## Archeologia prawna jako nauka pomocnicza historii
Archeologia prawna jest nauką pomocniczą historii państwa i prawa, a szerzej rzecz ujmując, nauką pomocniczą historii. Ma ona za zadanie służyć pomocą historykom państwa i prawa na wstępnym etapie ich pracy, której celem jest ustalenie wartości historycznoprawnej danego zabytku.
Brygida Kürbis w przeprowadzonej przez siebie systematyce nauk pomocniczych historii, zalicza archeologię prawną do grupy nauk pomocniczych, które zajmują się źródłami objaśniającymi  przedmioty i wizerunki symboliczne.